# Protestas nacionalistas montenegrinas (2020-2022)
Las Protestas nacionalistas montenegrinas del 2020 corresponde a una ola de protestas iniciadas en abril del 2020 y apodada por sus organizadores como la Primavera de Montenegro, o la Respuesta montenegrina/Respuesta montenegrina, fue lanzado en Montenegro contra el anunció de la nueva ley de ciudadanía montenegrina. Dicha ley incluye facilidades para la adquisición de la ciudadanía, pero también removerá dicha condición a algunos emigrantes montenegrinos. Los manifestantes consideran que dichos cambios implican un "intento del gobierno de cambiar la estructura étnica del país". Además, las protestas van dirigidas en contra el recién formado gobierno tecnocrático de Montenegro, al que los manifestantes acusan de ser "traicionero" y servir como "satélite de Serbia".

## Protestas
El 8 de abril del 2021, las protestas fueron iniciadas en múltiples ciudades del país. En conjunto con la bandera de Montenegro, muchos otros símbolos nacionales fueron izados. Dentro de los cánticos entonados destacaban el "Este no es nuestro gobierno!", "Defenderemos a Montenegro de los enemigos de estos días!", "Esto no es Serbia" y múltiples mensajes con insultos hacia los ministros del gobierno
| Banderas usadas por los manifestantes \| \| \| \| \| \| \| \| Bandera de Montenegro \| Montenegrin Cross flag \| Alaj-Barjak \| Bandera conmemorativa de los Verdes de Montenegro \| Bandera de la Unión Europea \| Bandera de la federación Yugoeslava (desde junio del 2021 en adelante) \| |                        |             |                                                   |                             |                                                                        |
| |                        |             |                                                   |                             |                                                                        |
| Bandera de Montenegro | Montenegrin Cross flag | Alaj-Barjak | Bandera conmemorativa de los Verdes de Montenegro | Bandera de la Unión Europea | Bandera de la federación Yugoeslava (desde junio del 2021 en adelante) |